# Ernst von Wittich

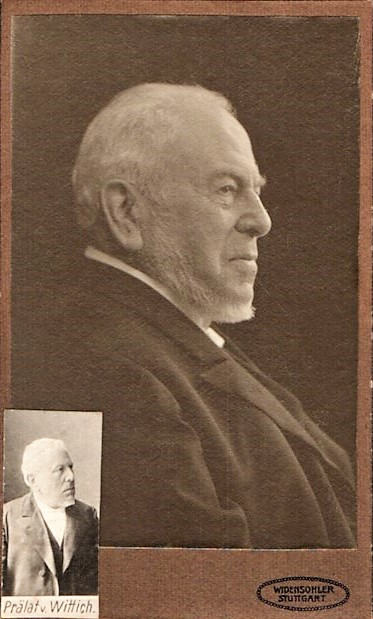
Ernst von Wittich, nach 1905

Ernst Christian Wittich, ab 1876 von Wittich (* 22. Dezember 1835 in Bodelshausen; † 19. Juni 1922 in Stuttgart), war ein württembergischer evangelischer Geistlicher, Prälat und Generalsuperintendent von Tübingen.

## Leben
Wittich studierte Theologie und absolvierte sein Vikariat bei seinem Vater in Kuppingen. 1864 erfolgte die Promotion zum Dr. phil. 1872 wurde er Hofkaplan und außerordentliches Mitglied des Evangelischen Konsistoriums als Oberkonsistorialrat. 1873 wurde er zudem Delegierter bei der Ministerialabteilung für Gelehrten- und Realschulen im Departement des Kirchen und Schulwesens im Königreich Württemberg. 1879 wurde er ordentliches Mitglied des Konsistoriums, bevor er 1891 zum Prälaten sowie Generalsuperintendenten von Tübingen ernannt wurde.
Mit der Ernennung zum Generalsuperintendenten ging einher, dass Wittich Abgeordneter der 2. Kammer der Württembergischen Landstände wurde und verblieb dort bis zu seinem Eintritt in den Ruhestand im Dezember 1905. Ab 1895 war er außerdem Mitglied des Disziplinarhofes für evangelische Geistliche.
Wittich war von 1880 bis 1892 Mitglied des Württembergischen Gustav-Adolf-Vereins, außerdem Mitglied der Kommission der Bibelanstalt Stuttgart. 1894/95 war er außerdem Vorsitzender des Vereins für christliche Kunst.

## Ehrungen
- Kriegsdenkmünze für Nichtkombattanten
- 1876 Ritter des Ordens der Württembergischen Krone, verbunden mit der Nobilitierung
- 1881 Ehrenritter des Ordens der Württembergischen Krone
- 1883 Ehrendoktorwürde (Dr. theol. h.c.) durch die Universität Tübingen
- 1889 Jubiläumsmedaille
- 1895 Komtur II. Klasse des Friedrichsordens
- 1901 Komtur des Ordens der Württembergischen Krone
- 1905 Komtur I. Klasse des Friedrichsordens
- 1916 Wilhelmskreuz

## Publikationen (Auswahl)
- Umschau auf dem Gebiet der philosophischen Probleme. Evangelische Gesellschaft, Stuttgart 1918, 3. Auflage 1922.